# Altskandinavische Feste
Als altskandinavische Feste werden die Veranstaltungen (Märkte usw.) und die heidnischen religiösen Feiern im frühen Skandinavien und in Island behandelt.

## Öffentliche Festorte
An den zentralen Thing- und Kultstätten wurden zu Zeiten der Zusammenkünfte Märkte abgehalten, religiöse Zeremonien und auch Rechtsakte vollzogen. Solche zentralen Orte waren in vorchristlicher Zeit in Dänemark Viborg, Odense, Ringsted, Lund, und Gudme auf Fünen, in Schweden Uppsala, Strängnäs, Skara, Linköping, Västerås und Enköping. Für Norwegen ist eine solche Verbindung zwischen Kult und Markt für Borg belegt, und Island gar nicht, wohl aber zwischen Tingversammlung und Markt. Dies kann auch an der äußerst dürftigen Quellenlage liegen. Die termingebundenen Märkte – es gab auch dauernde oder wöchentliche, insbesondere für Lebensmittel – wurden zu Zeiten der Götterkulte abgehalten und fanden in Dänemark z. B. am 7. Januar, dem späteren St.-Knuds-Tag, statt und beinhalteten auch große Gelage, weshalb sie auch „Drikting“ (Trink-Versammlung) hießen. Im Laufe des 15. Jahrhunderts wurde dieses Fest, das auch „Snapsting“ genannt wurde, auf den „20. Tag nach Jul“ = 13. Januar verlegt. Ein anderer fester Termin war der Johannistag, der in enger Verbindung zur Sommersonnenwende stand. In Norwegen ist Borg auf den Lofoten ein bekannter zentraler Kultplatz.
Archäologische Untersuchungen haben eine lange Entwicklung der Opferfeste im skandinavischen Raum erwiesen, von großen kollektiven Opferzeremonien hin zum Kult am Sitz des Herrschers oder Häuptlings. In der Zeit vom 3. bis 6. Jahrhundert fanden traditionelle Opferzeremonien durch Niederlegung von großen Mengen an Waffen und Kriegsgefangenen in Gebieten mit Seen statt. Ab dem 6. Jahrhundert wurden Brakteaten und Goldstücke an den Wohnstätten der Machthaber niedergelegt, und diese Opfer waren ihm gewidmet. Manche Forscher sehen darin einen radikalen Glaubenswechsel, der gesellschaftlich von größerer Bedeutung gewesen sei, als der spätere Wechsel zum Christentum. Im Übrigen fanden private Blóts am Hof der Großbauern statt.

## Das Blót
Die großen öffentlichen Feste fanden zu den Grenzen der Quartale des gebundenen Mondjahres statt. Es handelte sich im Gegensatz zu den christlichen Feiern um heilige Gelage. Die Gäste brachten in der Regel die Esswaren mit. Verzehrt wurde geweihtes Fleisch von Opfertieren und gesegnetes Met oder Bier. Die Quellen bezeugen, dass berauschenden Getränken besondere Kräfte innewohnten. In der Hávamál heißt es:
| hvars þú öl drekkir, kjós þér jarðar megin, því at jörð tekr við ölðri … | Wenn Du Bier trinkst, wünsch dir der Erde Kraft, die Erde nimmt den Trank entgegen … |

Bier und Met waren Festgetränke. Im täglichen Leben trank man Wasser oder Milch oder ein Gemisch von beidem. Bier konnte nicht gelagert werden. Deshalb wurde es nur für Festlichkeiten gebraut.
Met wurde aus Honig gemacht. Das konnte man zwar lagern, aber es war sehr teuer, denn Honig stand nur in geringen Mengen zur Verfügung. Die besondere Kraft des Mets wird auch in der Sigrdrífumál erläutert:
| Allar vóro af skafnar þær er vóro á ristnar, ok hverfðar við inn helga miǫð ok sendar á v´ða vega; þær ro með ásom, þær ro með álfom, sumar með vísom vǫnom, sumar hafa menzkir menn. | Alle [Runen] wurden abgeschabt, die eingeritzt wurden, und mit dem heiligen Met zusammengerührt und gesandt auf weite Wege; sie sind bei den Asen sie sind bei den Alben, einige bei weisen Wanen, einige haben die menschlichen Männer. |

Der volle Becher ging von Hand zu Hand rund um den Tisch, nachdem er durch eine Segenshandlung Odin für den Sieg und dann Njörðr und Freyr geweiht worden war. Mit dem einsetzenden Rausch erhielten die Männer göttliche Inspiration. Es wurden auch „Erinnerungsbecher“ für die Verstorbenen getrunken. Diese wurden nicht herumgereicht, sondern jeder trank sein eigenes Horn. Außerdem gab es das „Bragafull“, bei dessen Trank man ein Gelübde für eine noch zu vollbringende Heldentat ablegte. Dafür wurde ein großer Eber in den Raum gebracht, und das Gelübde durch das Auflegen der Hand auf den Eber besiegelt.
Durch dieses gemeinsame Gastmahl wurde die Tischgemeinschaft untereinander und mit den Göttern verbunden. Es gab eine Kultformel für den gemeinsamen Trank: „Til árs ok friðar“ (Für (ein gutes) Jahr und den Frieden). Der Friede, der hier beschworen wurde, war die Harmonie innerhalb der Sippe und mit den Göttern. Das Wort hatte auch Verwandtschaft mit der Fruchtbarkeit. Die Tiere sollten sich vermehren, das Korn wachsen und Mensch und Tier waren bei guter Gesundheit. Früher hat man diese Formel als spät unter christlichem Einfluss entstanden betrachtet. Aber Anders Hultgård hat nachgewiesen, dass sich diese Formel schon in vorkirchlichen Quellen findet, so dass es sich um eine sehr alte Kultformel handele. Eine schweigende fromme Andacht, während das Trinkhorn kreiste, wie man es vom christlichen Abendmahl her kennt, stellte sich aber nicht ein, wie die Schilderung eines Disablóts in der Egils saga zeigt (siehe unten).

## Familienfeste
Für innerfamiliäre Feste wurde statt „Blót“ häufig das Wort „Øl“ verwendet. Das Wort „Øl“ bedeutete im Norwegischen nicht nur Bier, sondern auch „Gelage“. Der Beginn des Lebens bildete das Barnsøl (Kindsbier), dann kamen Brudeøl (Brautbier) und am Ende Gravøl oder Arveøl (Begräbnisbier, Erbenbier), dazwischen oft auch Festensøl (Festbier). Besondere rechtliche Bedeutung hatte das „frælsis øl“ (Freilassungsbier), das der freigelassene Sklave abhielt und das künftige Verhältnis zu seinem bisherigen Herrn bestimmte. Der Freigelassene hatte eine bestimmte Menge Bier zu brauen und seinen Freilasser mit einer festgelegte Anzahl Gästen förmlich einzuladen.

## Festtermine
Siehe Hauptartikel Altskandinavischer Kalender sowie die Liste der Germanisch-Neuheidnischen Feiertage
Die Zeit hatte eine mythische Dimension. Sie wurde nach der Völuspá von den Göttern durch die Regelung des Sonnen- und Mondlaufs geschaffen. Damit hatte die Zeit und die Zeitrechnung auch kultische Bedeutung. Die Feiern waren an den lunisolaren Kalender der damaligen Zeit gekoppelt. Grundlagen der Festberechnungen waren: Das gebundene Mondjahr, die Verankerung in einem Achtjahreszyklus, die Wintersonnenwende als entscheidendes Kriterium, ob ein Schaltmonat einzufügen war, und dass der erste Julmond immer zur Zeit der Wintersonnenwende leuchten musste. Diese vorkirchliche Zeitrechnung lag den rituellen Festzyklen sowie der ökonomischen und juristischen Organisation zu Grunde.
Die Hauptfeste fanden offenbar zu Beginn der verschobenen Jahresquartale statt, und diese waren: Die „Winternächte“ (vetrnætr, zwischen dem 11.Jul. und dem 17. OktoberJul.), der „Mittwinter“ (zwischen dem 9.Jul. und 16. JanuarJul.), der „Sommeranfang“ (zwischen 9.Jul. und 15. AprilJul.) und der „Mittsommer“ (zwischen dem 13.Jul. und 20. JuliJul.). Drei davon waren Festtermine. Der früheste Bericht dazu findet sich in der Ynglinga saga des Snorri Sturluson:

„Þá skyldi blóta í móti vetri til árs, en at miðjum vetri blóta til gróðrar, it þriðja at sumri, þat var sigrblót“

„Man soll die Feste feiern zum Winteranfang für das Jahreswachstum, zum Mittwinter für die Ernte und zum dritten Mal am Sommeranfang. Das ist das Siegesfest.“

Aber auch in der Ólafs saga helga werden die drei Feste mehrfach erwähnt. Am häufigsten wird in der frühen Literatur das Fest zu den Mittwinternächten (zwischen 9.Jul. und 16. JanuarJul.) genannt, wahrscheinlich, weil dies das vorkirchliche lunisolare Neujahr war im Gegensatz zum vorkirchlichen astronomischen Neujahr, das durch die Wintersonnenwende bestimmt war. Dieses Mittwinterfest wurde auch „Disablot“ (Fest der Disen) genannt und war wahrscheinlich Fruchtbarkeitsgöttinnen geweiht. In diesem Zusammenhang wird oft auch der Gott Freyr erwähnt.
Das Fest zum Mittsommer wird wesentlich seltener erwähnt, und in Ágrip heißt es, dass das Fest in christlicher Zeit zum Johannisfest umgewandelt worden sei.
Während diese Angaben in der Forschung als wenig zuverlässig eingeschätzt werden, so scheint doch festzustehen, dass an diesem Termin wichtige Thingversammlungen stattfanden, Gulathing, Frostathing und das Althing in Island.
Im gebundenen Mondjahr entfernte und näherte sich der Mondmonat gegenüber einem festen Datum im Sonnenkalender periodisch. Im altskandinavischen Kalender begann der Julmond mit dem ersten Sichtbarwerden der Mondsichel nach der Wintersonnenwende. Der Abstand zwischen der Wintersonnenwende und dem ersten Sichtbarwerden der Mondsichel danach ändert sich von Jahr zu Jahr. Nach 19 Jahren ist der Abstand wieder der gleiche (Goldene Zahl). Dieser 19-jährliche Zyklus war möglicherweise auch für die altskandinavischen Feste von Bedeutung. Schon Diodor schreibt zu den Hyperboreern:

„Apoll kommt je nach 19 Jahren auf die Insel, also zu der Zeit, da die Gestirne [Sonne und Mond] in dieselbe Stellung zurückkehren; …“

Die Erwähnung der Anwesenheit eines Gottes nach Ablauf des Zyklus weist auf die religiöse Bedeutung hin. Allerdings gibt es außer dem eher legendenhaften Bericht des Diodor keine Quellen, die für Skandinavien auf einen 19-jährigen Zyklus hinweisen. Dafür gibt es aber Anzeichen dafür, dass man zumindest gegen Ende der Germanischen Eisenzeit (375–650 n. Chr.) einen achtjährigen Sonnenjahreszyklus für die Feste verwendete. Dieser Mondzyklus über acht Sonnenjahre beinhaltete bis auf anderthalb Tage genau 99 Mondmonate.
In den Quellen ist aber vor allem von einem neunjährigen Zyklus die Rede. In Kap. 25 der Ynglinga saga wird gesagt, dass König Aun alle zehn Jahre einen seiner Söhne dem Odin opferte, um sein Leben um weitere zehn Jahre zu verlängern. Nachdem er neun Söhne geopfert hatte, wurde er von seinen Untertanen daran gehindert, seinen zehnten und letzten Sohn zu opfern. Und so starb er. In der Historia Norwegiæ und einer weiteren Quelle wird diese Episode ebenfalls erwähnt, allerdings mit der Abweichung, dass das Opfer alle neun Jahre ausgeführt wurde. Vieles spricht dafür, dass diese Periode die ältere ist. Thietmar von Merseburg befasst sich mit dem Hauptopferfest in Lejre auf Seeland und dem von Adam von Bremen geschilderten Opferfest von Uppsala. Er schrieb zu Beginn des 11. Jahrhunderts, doch das letzte Opferfest von Lejre wurde unter König Heinrich dem Frommen 934 abgehalten. Thietmar berichtet:

„Est unus in his partibus locus, caput istius regni [Lederun nomine, in pago, qui Selon dicitur], ubi post VIIII annos mense ianuario, post hoc tempus, quo nos theophaniam Domine celebramus, omnes convenerunt, et ibi diis suimet LXXXX [et VIIII] homines et totidem equos, cum canibus et gallis pro accipitribus oblatis, immolant, pro certo, ut predixi, putantes hos eisdem [erga inferos] servituros et commissa crimina [apud eosdem] placaturos.“

„In jenem Lande liegt als Hauptort ihres Reiches Leire im Gau Seeland; hier kamen sie alle neun Jahre zusammen im Januar nach dem Tage, an dem wir die Erscheinung des Herrn feiern, und brachten ihren Göttern 99 Menschen, und ebensoviele Pferde, Hunde und Hähne (anstelle von Habichten) als blutiges Opfer dar; sie hielten es, wie gesagt, für gewiss, dass diese ihnen Dienste bei den Unterirdischen leisten und sie nach begangenen Untaten gnädig stimmen könnten“

Das Intervall von neun Jahren wird auch von Adam von Bremen bei der Schilderung des Opferfestes von Uppsala erwähnt:

„Omnibus itaque diis suis attributos habent sacerdotes, qui sacrificia populi offerant. Si pestis et fames imminent, Thor ydolo lybatur, si bellum, Wodani, si nuptiae celebrandae sunt, Fricconi. Solet quoque post novem annos communis omnium Sueoniae provintiarum sollempnitas in Upsola celebrari.“

„Allen ihren Göttern haben sie Priester zugeteilt, die des Volkes Opfer darbringen. Wenn Seuchen und Hunger drohen, wird dem Götzen thor gepfert. Wenn Seuchen und Hunger drohen, dem Wodan, soll eine Hochzeit gefeiert werden, dem Frikko. Auch wird alle neun Jahre in Upsala ein gemeinsames Fest aller schwedischen Stämme begangen.“

Die Forschung interpretiert den Text so, dass in Uppsala jährlich ein Opferfest stattfand, aber jedes neunte Jahr ein besonders üppiges. Aber außer Thietmar berichtet niemand von 99 Opfertieren in Lejre, und manche nehmen an, dass diese Angabe aus den nachfolgenden Gründen wohl falsch sei.
Die besondere Bedeutung der Zahl „neun“ im Neunjahreszyklus (und auch bei der Zahl der Opfertiere) ist mit dem Mondzyklus, nach welchem auch das Disting bestimmt wurde, nicht in Übereinstimmung zu bringen. Nach mehreren nicht überzeugenden Versuchen der Harmonisierung hat Otto Sigfrid Reuter eine Erklärung entwickelt, die sich heute allgemein durchgesetzt hat. Nach ihm handelt es sich in Wirklichkeit um einen Achtjahreszyklus. Er stellte nämlich fest, dass es damals zwei Formen des Umgangs mit Ordinalzahlen gab. Heute gilt für den Ausdruck „Jedes neunte Jahr“ die exklusive Betrachtungsweise: 1–9, 10–19, 20–29 usw. Für die damalige Zeit ist aber auch die inklusive Betrachtungsweise belegt: 1–9, 9–18, 18–27 usw. Diese inklusive Behandlung lebt heute noch fort, wenn mit dem Ausdruck „in acht Tagen“ das Ende der Siebentagewoche gemeint ist, und im Kirchenkalender bei der Oktav, die nach sieben Tagen endet. Damit wäre der Festzyklus in Uppsala der uralte Achtjahreszyklus gewesen, und Thietmar könnte von der Zahl „Neun“ irregeleitet worden sein. Andererseits besteht der Achtjahreszyklus aus 99 Mondmonaten, so dass Thietmars Angabe nicht völlig unplausibel ist. Adam von Bremen schildert in einem nachträglichen Scholion (Nr. 141) zu seiner Darstellung des Opferfestes in Uppsala, dass man neun Tage gefeiert habe und jeden Tag einen Menschen und je eines der anderen Tiere geopfert habe, so dass am Ende 72 Lebewesen geopfert worden seien. Dass angesichts der kultischen Bedeutung der „Neun“, die durchaus belegt ist, täglich nur acht Lebewesen geopfert worden seien und so die Zahl 72 zustandekomme, wird für ganz unwahrscheinlich gehalten. Vielmehr wird der These der Vorzug gegeben, dass die fließende Bezeichnung der Zeitspannen – mal inklusiv, mal exklusiv – es rechtfertigt, dass die Feier nur acht Tage gedauert hat, was zu den Zeitzyklen passen würde, und an jedem Tag neun Lebewesen geopfert wurden. Nordberg verweist dazu darauf, dass damals der Tag vom Abend zum nächsten Abend gerechnet wurde und meint, dass es sich um die acht Abende / Nächte handele, die von neun Tagen umschlossen würden. Die Wartezeit von acht Tagen oder Nächten spielt eine große Rolle bei Initiationen, Opfern und Riten vor der Hochzeit, bevor am neunten Tag das Ereignis vollzogen wird.

### Das Julfest
Prokop schreibt bezüglich der Insel Thule, dass dort die Sonne 40 Tage lang nicht scheine und die Einwohner ein großes Fest feierten, wenn Sonne wiederkomme und diese Zeit zu Ende gehe. Im 17. Jahrhundert meinte man, es handele sich um das Julfest. Die Schilderung kann sich allenfalls auf eine Gegend weit nördlich des Polarkreises beziehen. Es ist auch nicht sicher, ob es sich um Nachrichten von germanischstämmigen Einwohnern oder von Samen handelt, die bis Prokop gedrungen sind, so dass größte Vorsicht geboten ist, diese Schilderung mit dem Julfest in Verbindung zu bringen.
Snorri berichtet zum Julfest:

„Hann setti þat í lögum at hefja jólahald þann tíma sem kristnir menn, ok skyldi þá hverr maðr eiga mælis öl, en gjalda fé ella, en halda heilagt meðan jólin ynnist. En áðr var jólahald hafit hökunótt, þat var miðsvetrar nótt, ok haldin þriggja nátta jól.“

„Er (Håkon der Gute) gab ein Gesetz, dass das Julfest künftig zu derselben Zeit abgehalten werden sollte wie das christliche Weihnachtsfest. Da sollte jeder ein bestimmtes Maß Bier brauen oder sonst Strafe zahlen, und er sollte die Zeit heilig halten, solange das Bier reichte. Vorher hatte das Julfest in der Mittwinternacht begonnen, und dann wurde Jul drei Tage lang gefeiert.“

Die Mittwinternächte lagen vier Wochen nach der Wintersonnenwende, also zu Snorris Lebzeiten um den 13. JanuarJul.. Auf der anderen Seite ist der Beginn des Julmonats vor der Wintersonnenwende im Kalender bezeugt, und auch Beda legt die „Nacht der Mütter“ (modranect) in diese Zeit. Doch im angelsächsischen Raum der damaligen Zeit wurde nach Mondmonaten gerechnet, und es gab dort zwei Monate mit Namen „Giuli“ und im skandinavischen Raum die beiden Monate Ýlir–Jólmánuðr. Die Wintersonnenwende lag mitten in dieser Periode. Da sich in einem Mondjahr die Monate gegenüber dem Sonnenjahr aber verschieben, kann die Wintersonnenwende nicht immer genau zwischen den beiden Monaten gelegen haben, sondern nur nach Ablauf eines Achtjahreszyklus. Die Wintersonnenwende war ein astronomischer Fixpunkt im Verhältnis zu den beweglichen Julmonaten des Mondkalenders. Der andere Fixpunkt waren die Mittwinternächte, die an die sonnenjahrgebundene Wochenrechnung gekoppelt waren und vier Wochen nach der Wintersonnenwende lagen. Auf diese Weise kamen die Mittwinternächte immer in den zweiten Julmonat zu liegen und damit auch das Julfest. Allerdings geht aus den Quellen nicht hervor, ob das Fest zum Neumond oder zum Vollmond gefeiert wurde.
Nach diesen Vorgaben kann man den Zeitpunkt des Julfestes ungefähr bestimmen. Die verbleibende Fehlerquote hat folgende Ursachen: 1. Die Wintersonnenwende liegt im Gregorianischen Kalender mal auf dem 21., mal auf dem 22. Dezember. Aber für die Rechnung muss man sich für ein Datum entscheiden. 2. Der astronomische Mondmonat dauert 29,59 Tage. Für die Rechnung muss man 29 oder 30 Tage nehmen. 3. Für einen Halbmonat nimmt man vereinfachend 15. Tage. 4. In der vorkirchlichen Zeit rechnete man den Tag vom Abend bis zum Abend des folgenden Tages, bei der gregorianischen Rechnung zählt der Tag von Mitternacht zu Mitternacht. Die Fehlerbandbreite, die sich daraus ergibt, beträgt aber allenfalls wenige Tage.
Für die folgende Rechnung wird für die Wintersonnenwende der 21. Dezember angenommen. Der 2. Julmond beginnt mit dem Erscheinen der ersten Mondsichel danach, also frühestens am 22. Dezember und spätestens am 19. Januar. Wenn es sich beim Julfest um ein mehrtägiges Fest handelte, das bei Vollmond seinen Höhepunkt erreichte, so lag dieser zwischen dem 5. Januar und dem 2. Februar. Die Mittwinternächte, von denen Snorri ausgeht, lagen zu seinen Lebzeiten um den 13. Januarjul. = 20. JanuarGreg. und damit mitten in der Periode des Vollmondes im zweiten Julmonat.

### Das Disting
Das Disting war eine Frühjahrsvollversammlung in Uppsala. Dem Disting folgte das Disablót. Das Disablót wurde in ganz Skandinavien gehalten, in der Regel als private Feier ohne vorhergehende Tingversammlung. Es fand auch nicht immer im Frühjahr statt. Aus Kap. 44 der Egils saga ergibt sich, dass das Disablót in Atløyna im Herbst zur Zeit des Neumonds gefeiert wurde; denn er begleitet Ölvir, um Grundabgaben einzutreiben, die im Frühjahr nicht bezahlt worden waren. Als Egill die Festhalle verlässt, heißt es: „Þá var niðamyrkr úti.“ (Da war Neumonddunkelheit draußen.)
Die Disen hatten einen ausgeprägten Fruchtbarkeitsaspekt und standen bei der Geburt bei. So heißt es in Vers 9 der Sigrdrífumál:
| Biargrúnar skaltu kunna, ef þú niarga vilt ok leysa kind frá komom; á lóf<a> ær skal rista ok of liðo spenna ok biðia þá dísir duga. | Bergungsrunen sollst du können, wenn du bergen willst und lösen die Leibesfrucht von Frauen; auf die <Handfläche> soll man sie ritzen und um die Gelenke spannen und die Disen dann bitten zu helfen. |

Disen waren übernatürliche weibliche Wesen, die nicht näher bestimmbar sind, vielleicht Nornen oder gar Freya selbst, jedenfalls Frauen, die mit der Fruchtbarkeit eng verknüpft sind. Da Adam von Bremen bei den Feierlichkeiten von Uppsala unzüchtige Lieder erwähnt und dort die große Volksversammlung „Disting“ genannt wurde, geht man davon aus, dass das Blót in Uppsala neben Freyr auch den Disen gewidmet war.
Snorri liefert für das Disting in Uppsala unterschiedliche Zeitangaben. In der Ynglinga saga schreibt er in Kap 38 von einem schwedischen Gesamtthing in Uppsala im „Mittwinter“ („var þat at miðjum vetri“). In der Saga Ólafs hins helga schreibt er:

„Í Sv´þjóðu var það forn landsiður meðan heiðni var þar að höfuðblót skyldi vera að Uppsölum að gói.“

„In Schweden war es ein alter Brauch, so lange das Land heidnisch war, dass das Hauptblutopfer im Monat Gói zu Uppsala stattfinden sollte.“

Der Monat „Gói“ folgte dem Monat „Torre“ und dieser dem Julmonat. Diese Zeitangabe erscheint als die glaubwürdigere. Es handelte sich offenbar um das Disting, von dem auch Adam von Bremen in seinem Scholion 141 schreibt: „Hoc sacrificium fit circa aequinoctium vernale.“ (Dieses Opfer findet um das Frühjahrsäquinoktium statt). Außerdem schreibt er in Kap. 21, dass die öffentliche Volksversammlung bei den Schweden je nach Kopisten seines Textes „warh, warph, warc, warch“ oder „wahr“ heiße. Das ist das schwedische Wort „vår“ = Frühling. Der Monat Gói, den Snorri nennt, erstreckte sich zu Snorris Zeit nach dem in Island gebräuchlichen Julianischen Kalender von Mitte Februar bis Mitte März. Das Frühjahrsäquinoktium lag zur Zeit Adams von Bremen auf dem 15. MärzJul.. Fand das Disting zum Vollmond statt, so ergibt sich folgende Rechnung bezogen auf den Gregorianischen Kalender:

Der erste Julmonat war der Monat, in dem der Mond über die Wintersonnenwende hinweg schien. Auf ihn folgte der zweite Julmonat und auf ihn „Torre“ und dann „Gói“. Wenn die Wintersonnenwende auf den 21. Dezember fiel, dann konnte der zweite Julmonat frühestens am 22. Dezember beginnen und Gói frühestens am 19. Februar, spätestens am 20. März. Der dazugehörige Vollmond musste dann zwischen dem 5. März und dem 3. April scheinen. Das Frühjahrsäquinoktium, das Adam von Bremen anführt, liegt auf dem 21./22. MärzGreg., also genau zum Vollmond in der Mitte des Monats „Gói“.
Snorri schreibt nun in Kap. 77 weiter, dass das Fest nach der Einführung des Christentums auf Mariä Lichtmess verlegt worden sei. Das ist sicher unrichtig. Denn zu seiner Zeit wurde das Disting nach dem Vollmond im Mondkalender bestimmt. Die Festlegung auf Mariä Lichtmess als fixes Datum des Gregorianischen Kalenders geschah erst 1801. Aber Snorri kam 1219 nach Västergötland, als der maßgebliche Vollmond gerade am 1. Februar schien. Das könnte Snorri zu der falschen Angabe verleitet haben. Hinzu kommt, dass im frühen Mittelalter versucht wurde, den Distingsmonat und den Distingsmarkt in Lichtmessmonat und Lichtmessmarkt umzubenennen, was sich aber nicht durchgesetzt hat. Eine andere Erklärung könnte sein, dass die Distingsregel nach Olaus Magnus lautete, dass das Disting am ersten Vollmond nach dem ersten Erscheinen der Mondsichel nach dem Dreikönigstag beginnen soll, was im Zeitraum zwischen dem 21. Januar und dem 19. Februar der Fall ist. Der 2. Februar liegt genau in der Mitte.

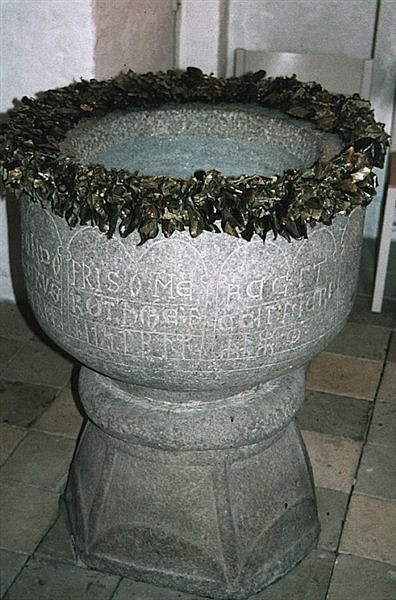
Taufbecken der Bårse-Kirche mit der Erwähnung der Goldenen Zahl im Runen-Text der untersten Zeile.

Die Angabe Snorris „nach Einführung des Christentums“ bezieht sich auf einen Prozess, für den heute mehrere hundert Jahre veranschlagt werden. Man wird diese Zeitangabe so verstehen dürfen, dass die Verlegung des Distings auf die Zeit um Mariä Lichtmess geschehen ist, als die Opferfeiern in Uppsala aufhörten und Uppsala seine Bedeutung als heidnischer Kultort verlor. Als Terminus post quem wird man für die Verschiebung die 1070er Jahre ansehen müssen, da Adam von Bremen für diese Zeit für Uppsala noch den heidnischen Kult beschreibt. Mitte des 12. Jahrhunderts wurde die erste Steinkirche in Alt-Uppsala errichtet und Dokumente von 1141 / 1142 nennen als ersten Bischof von Uppsala Bischof Sigwardus. In diesem Zwischenzeitraum verlegte der König seine Residenz von Alt-Uppsala nach Aros, dem heutigen Uppsala. Zu dieser Zeit wurde auch der Julianische Kalender eingeführt, der die Voraussetzung dafür ist, dass das Disting an den Dreikönigstag angekoppelt werden konnte. In der kirchlichen Komputistik ist der Dreikönigstag Ausgangspunkt für die Festlegung von Ostern, der Fastenzeit, von Pfingsten und anderer Feste. Der Ostertermin verschiebt sich nach der Goldenen Zahl des Mondkalenders innerhalb eines Intervalls von 19 Jahren. Die ältesten Belege für die Anwendung der Goldenen Zahl in Skandinavien befindet sich in Runenschrift an einem Taufbecken der Bårse-Kirche in Seeland aus dem 13. Jahrhundert, einem Kalenderstab aus Nyköping aus der gleichen Zeit und einem altgutnischen Kalender von 1328.
Dadurch, dass im Mittelalter die Märkte und Tingzeiten zeitlich an die kirchlichen Hochfeste gekoppelt waren, die sich ihrerseits nach dem Zyklus der Goldenen Zahl richten, wurde dieser 19-Jahreszyklus mittelbar auch für diese Veranstaltungen maßgeblich. Während allmählich die übrigen Ting- und Marktzeiten im Lande an einem bestimmten Termin im Kalender des Kirchenjahres stattfanden, überlebte in Uppsala die an den Vollmond des Mondkalenders gekoppelte Terminierung des allgemeinen Distings. Doch die Berechnung der Termine nach der Goldenen Zahl wies gegenüber den astronomischen Vollmondzeiten einen allmählich wachsenden Fehler auf. Im 13. Jahrhundert lag der astronomische Termin für den Vollmond drei Tage vor dem nach der Goldenen Zahl berechneten Termin. Der Distingstermin in Uppsala wurde aber wie in der vorkirchlichen Zeit nach dem astronomischen Vollmond bestimmt. Da die Bestimmung des Zeitpunkts für das Disting an den Dreikönigstag des Julianischen Kalenders gebunden war, kann die Regel des Olaus Magnus nicht vor der Mitte des 12. Jahrhunderts gebildet worden sein, da erst in dieser Zeit der Julianische Kalender eingeführt wurde.
Diese Umstellung der Terminsbestimmung von ursprünglich dem Monat Gói drei Monate nach der Wintersonnenwende zum Dreikönigstag führte auch zur Verlegung des Beginns des Monats Torre, dem zweiten Monat nach der Wintersonnenwende, auf den ersten Neumond nach dem Dreikönigstag. Damit wurde für den Distingsmarkt, der in der vorkirchlichen Zeit zum Vollmond im Monat Gói abgehalten wurde, im frühen Mittelalter festgelegt, dass er zur Zeit des Vollmondes im Mondmonat Torre stattfand. Im 19. Jahrhundert kam in einigen Gebieten Mittelschwedens die Bezeichnung Torre zu Gunsten anderer gebräuchlicher Bezeichnungen, wie Disa, Dis-Monat und Distingsmonat außer Gebrauch.

### Mittsommerblót
Die Nachrichten über ein Mittsommerblót sind sehr spärlich und fragwürdig. Es wurde im Zwischenraum zwischen dem Ende der Frühjahrsarbeit und der Heumahd gefeiert. Prozessionen mit grünen Zweigen und Opfer an den Quellen für einen guten Sommer sollen üblich gewesen sein. Möglicherweise kamen auch Mittsommerfeuer vor. Aber es gibt keine Quelle für einen Beleg für ein offizielles Mittsommerfest. Aus dem Frostathingslov geht hervor, dass am Johannistag ein privates Festgelage üblich war. Aber weder Maibaum noch eine Mittsommerstange wird in den wikingerzeitlichen Quellen erwähnt. Sie scheinen spät aus Deutschland übernommen worden zu sein. Snorri schreibt in Kap. 67 seiner Óláfs saga Tryggvasonar, dass es bei größeren Festen früher zu Menschenopfern gekommen sei.

### Herbstblót
In der Gísla saga Súrssonar wird in Kap 10 und 15 das Herbstblót zur Zeit der Winternächte erwähnt, das dem Freyr gewidmet war. Das bereits erwähnte Disablót in der Egils saga war ebenfalls ein Herbstblót. Näheres ist aber dazu nicht überliefert.
In Kap 44 der Egils saga Skalla-Grímssonar wird ein Herbst-Blót auf dem Königshof auf der Insel Atley (heute Atløyna vor der Mündung des Dalsfjords) geschildert. Am Abend des Disablóts kommt Egill zum Großbauern Barð. Dieser entschuldigt sich, kein Bier im Hause zu haben. Später am Abend kommt der König, es wird in der Halle gefeiert, und das Bier fließt in Strömen.

### Private Feste
Außerdem gab es viele Lokalheilige, an deren Festtag Feste gefeiert wurden.

#### Álfablót
Als privates Opferfest wird an einer Stelle für Värmland auch das Álfablót (Elfenblót) erwähnt. Von ihm wissen wir so gut wie nichts. Es war lokal und wurde von Frauen geleitet, und Fremde hatten keinen Zutritt. Da es den Elfen als allgegenwärtigen Mächten gewidmet war und es von Frauen geleitet wurde, vermutet man, dass es um Ahnen und Fruchtbarkeit ging. Die einzige Nachricht von dem Fest liefert Sigvat, der Skalde Olafs des Heiligen. Der Skalde macht früh im Winter eine Reise nach Osten, und da widerfährt ihm folgendes:

„Þá kom hann að öðrum garði. Stóð þar húsfreyja í durum, það hann ekki ðar inn koma, segir að þau sættu álfablót.“

„Da kam er an einen anderen Hof. Stand da die Hausfrau in der Türe, er dürfe nicht hineinkommen, sagt, es werde gerade das Elfenopfer abgehalten.“

Bei der Zeitangabe „früh im Winter“ dürfte es sich um die Mittwinternächte gehandelt haben.

#### Þorrablót
Über das alte Þorrablót, das im 19. Jahrhundert in Island wiederbelebt wurde und bis heute gefeiert wird, ist so gut wie nichts bekannt. Es soll von dem Sagenkönig Þorri im Winter gefeiert worden sein, weshalb der erste Monat nach dem zweiten Julmonat den Namen Þorri erhalten habe. Aber es ist weder überliefert, wann und wie es gefeiert wurde, noch, ob es dazu überhaupt eine Tradition gegeben hat.

#### Völseblót
Für Nordnorwegen ist für die Winternächte das Völseblót (Phallusfest; vǫlsi = Penis vom Schlachtpferd) in der Flateyjarbók überliefert: Beim Abendessen wird der Pferdephallus aus einer Kiste, in der er mit Lauch, Kräutern und Leinen eingewickelt ist, entnommen und herumgereicht, und jeder muss einen sexuellen Vers dazu aufsagen oder ein solches Lied singen. Zwischen den Beiträgen wird die Opferformel „Þiggi mörnir / þetta blæti …“ (Nimm, Mörnir, dieses Opfer an …). Das Ritual wird von der Hausfrau geleitet. Das Alter dieses Brauchs und die Bedeutung des Wortes „Mörnir“ sind umstritten. Die Flateyjarbók wurde Ende des 14. Jahrhunderts niedergeschrieben, aber der Text wirkt altertümlich und wird daher für weitaus älter gehalten.
Andererseits könnte es sich auch um eine mittelalterliche burleske Darstellung eines heidnischen Brauchs handeln, der das Heidentum lächerlich machen sollte.
„Mörnir“ wird als Jötunnweib (Riesin) gedeutet, der dieses Blót geweiht sei. Da das Pferd dem Freyr heilig war, könnte der Phallus ihn symbolisieren und das Ritual eines Hieros gamos zwischen Freyr und einer Riesin darstellen. Die neuere Forschung hat ihr Augenmerk stärker auf die Riesinnen gelenkt. Sie waren mächtige Kräfte und stellten den eisernen Griff des Winters dar und mussten zu bestimmten Zeiten verehrt werden. Der Penis wurde in Lauch und Leinen gewickelt aufbewahrt. Nördlich von Bergen wurde ein Schaber aus Knochen gefunden, auf denen Runen aus dem 5. Jahrhundert eingeritzt sind; „LinalaukaR“ (Leinen und Lauch). Der Schaber wurde sicher zum Reinigen der Tierhaut bei der Schlachtung verwendet. Dem Lauch wurde konservierende Kraft beigemessen und symbolisierte das Maskuline, das Leinen symbolisierte das Feminine.

## Erläuterungen und Einzelnachweise
1. ↑  
Steinsland S. 270.
2. ↑  
Vestergaard Sp. 445.
3. 1 2 3  
Steinsland S. 269.
4. ↑  
Ljung Sp. 449.
5. ↑  
Vestergaard Sp. 446.
6. ↑  
So z. B. Charlotte Fabech: Society and landscape. From collective manifestations to ceremonies of a new ruling class. In: Hagen Keller u. a. (Hrsg.) Iconologica Sacra. Mythos, Bildkunst und Dichtung in der Reliegions- und Sozialgeschichte Alteuropas. Festschrift für Karl Hauck zum 75. Geburtstag. Berlin 1994, ISBN 3-11-013255-9, S. 132–143 und Ulf Näsmann: Liv og död. Sydskandinaviska grav- og offerriter från 200 till 1000 e.Kr. In: Jens Peter Schjødt u. a. (Hrsg.): Myte og ritual i det førkristne Norden. Odense 1994, ISBN 87-7838-053-7, S. 73–94.
7. ↑  
Ólafur Briem: Eddu kvædi Reykjavík 1968. weist zum Vers 137 darauf hin, dass der gesamte Vers zwar unklar ist, aber wohl eine Hausmedizin beschreibt, so dass es sich um eine Heilung durch Erbrechen handeln könnte.
8. ↑  
Steinsland S. 277.
9. ↑  
Sigrdrífumál Strofe 18. Klaus von See u. a.: Kommentar zu den Liedern der Edda. Band 5. Heidelberg 2006, ISBN 3-8253-5180-7, S. 587.
10. ↑  
Steinsland S. 278.
11. ↑  
Friðar ist wortverwandt mit „frilla“ = Nebenfrau, Geliebte.
12. ↑  
Steinsland S. 279 unter Hinweis auf Walter Baetke.
13. ↑  
Anders Hultgård: Altskandinavische Opferrituale und das Problem der Quellen. In: Tore Ahlbäck (Hrsg.) The Problem of ritual. Åbo 1993, S. 221–259.
14. ↑  Auf dem Skadeberg-Stein (Stavanger-Museum) der Wikingerzeit aus Sola in Rogaland steht: Die Teilnehmer der Trinkgemeinschaft (Ølhúsmenn) errichteten diesen Stein nach Skarðe, als sie sein arveøl tranken.
15. ↑  
Konrad Maurer: Altnordisches Staats und Gerichtswesen. Band I, Leipzig 1907, S. 105 unter Hinweis auf § 61 ff. des Gulathingslov.
16. 1 2  
Nordberg S. 85.
17. ↑  
Nordberg S. 100.
18. ↑  
Gemeint ist der Sieg über den Winter.
19. ↑  
Nordberg S. 77.
20. ↑  
Nordberg S. 77 f.
21. ↑  2. Buch, Kap 47. Übersetzt von Julius Friedrich Wurm.
22. ↑  
Nordberg S. 79.
23. ↑  Übersetzt von Werner Trillmich. In den Monumenta Germaniae Historica ist das Zitat 1. Buch Kap. 9
24. ↑  
Nordberg S. 82.
25. ↑  
Nordberg S. 82 führt die Autoren in Fn. 250 auf.
26. ↑  
Otto Theodor Ludwig Sigfrid Reuter: Germanische Himmelskunde. Untersuchungen zur Geschichte des Geistes. München 1934, S. 483 f. Nach Uwe Puschner: Reuter, Otto Theodor Ludwig Sigfrid. In: Neue Deutsche Biographie (NDB). Band 21, Duncker & Humblot, Berlin 2003, ISBN 3-428-11202-4, S. 465–467 (Digitalisat). war Reuter (1876–1945) ein „völkischreligiöser Ideologe“. Diesem Umstand könnte es zu verdanken sein, dass seine Erklärung der Zahl Neun erst in den 1990er-Jahren rezipiert wurde.
27. ↑  
Nordberg S. 82 Fn. 251 führt die neueren zustimmenden Arbeiten auf.
28. ↑  
Nordberg S. 86.
29. ↑  
Adam von Bremen, Bischofsgeschichte der Hamburger Kirche. 4. Buch, Scholion zu Kap. 27.
30. ↑  
Im Svenska akademiens ordbok (Memento des Originals vom 2. März 2013 im Internet Archive)  Info: Der Archivlink wurde automatisch eingesetzt und noch nicht geprüft. Bitte prüfe Original- und Archivlink gemäß Anleitung und entferne dann diesen Hinweis. steht unter dem Lemma „Disting“: „benämning på den urgamla marknad med i ä. tid äfv. i viss mån judiciell karaktär … som årligen under åtta dagar hölls i Uppsala i göjemånad“ (Bezeichnung eines uralten Marktes mit in früherer Zeit auch einem judiziellen Charakter, der in Uppsala im Monat Göj (Monat nach dem Julmonat)) acht Tage lang abgehalten wurde.
31. ↑  
Nordberg S. 90.
32. ↑  
Nordberg S. 96.
33. 1 2  
Nordberg S. 101 nennt die genaue Stelle bei Prokop nicht.
34. ↑  
Nordberg S. 103.
35. ↑  
Nordberg S. 105.
36. ↑  
Sigrdrífumál Strofe 9. Klaus von See u. a.: Kommentar zu den Liedern der Edda. Band 5. Heidelberg 2006, ISBN 3-8253-5180-7, S. 563.
37. ↑  
Näsström S. 223.
38. ↑  
Nordberg S. 107.
39. ↑  
Nordberg S. 108.
40. ↑  
Nordberg S. 109.
41. 1 2  
Nordberg S. 111.
42. ↑  
Nordberg S. 112.
43. ↑  
Nordberg S. 113.
44. 1 2  
Nordberg S. 114.
45. ↑  
Nordberg S. 116.
46. ↑  
Näsström S. 224 f.
47. ↑  
E. F. Halvorsen: „Þorri“ in: Kulturhistorisk leksikon for nordisk middelalder. Kopenhagen 1976. Sp. 396.
48. 1 2  
Steinsland S. 351.
49. 1 2  
Steinsland S. 352.
50. ↑  
Gro Steinsland und Kari Vogt: Aukinn ertu Uuolsi ok upp um tekinn. En religionshistorisk analyse av ‚Völsaþáttr‘ in Flateyjarbók. Arkiv für nordisk filologi 96. 1981, S. 87–106 meinen sogar, dass dieser Phalluskult über fast 1000 Jahre hin überliefert worden sei.